# SexyBack
SexyBack è una canzone scritta e cantata dal cantante statunitense Justin Timberlake, estratta dal suo secondo album da solista FutureSex/LoveSounds del 2006.
Timbaland partecipa ai cori, ed ha guadagnato insieme a Timberlake il Grammy Award 2007 per il miglior disco dance. Prodotto da Timbaland, Timberlake and Nate "Danja" Hills, e pubblicato come primo singolo dell'album il 7 luglio 2006, SexyBack è il singolo di maggior successo mai pubblicato da Timberlake nella maggior parte dei paesi in cui è uscito, Italia compresa.
SexyBack è inoltre stata la più longeva numero uno nel 2006 nella classifica Billboard Hot 100, rimanendo sette settimane al vertice.

## Musica
SexyBack è un brano "imperioso, pulsante, un cocktail di voci ascendenti distorte e pesanti corde elettroniche coniugate con il rap", secondo Camilla Long dal The Observer. Il brano contempla un bombardante basso e sonorità elettroniche, e non il "famoso falsetto" di Timberlake.
La voce dell'artista è stata revisionata, rallentata nei punti in cui è irriconoscibile, con parole smorzate.

## Il video
Il video per SexyBack è stato girato in un lussuosissimo albergo a Barcellona, e vede protagonista, oltre a Timberlake l'attrice spagnola Elena Anaya (Lucía y el sexo, Van Helsing). Originariamente, il regista Michael Haussman voleva ingaggiare l'attrice francese Eva Green, la Bond girl di Casino Royale, ma l'attrice ha declinato l'offerta. Il regista ha detto di essersi ispirato al video di Madonna Take a Bow, girato dallo stesso Haussman. Il video è stato trasmesso in anteprima su MTV il 25 luglio. Nel 2006 si è piazzato alla quarta posizione dei 40 video dell'anno secondo VH1.

## Tracce
CD Single
1. SexyBack (Po-Clean Edit) - 4:03
2. SexyBack (Instrumental) - 4:02
3. SexyBack (Explicit-Album Version) - 4:03

CD-Maxi
1. SexyBack (Main Version) - 4:02
2. SexyBack (Linus Loves Remix) - 6:18
3. SexyBack (Pokerface Club Mix) - 6:34
4. SexyBack (Tom Novy Ibiza Dub) - 7:47

CD - Dance Mixes
1. SexyBack (Explicit-Album Version) - 4:03
2. SexyBack (Armands Mix) - 7:12
3. SexyBack (DJ Sneaks Sexy Main Mix) - 6:58
4. SexyBack (Linus Loves Remix) - 6:18
5. SexyBack (Armands Dub) - 6:14
6. SexyBack (Dean Coleman Silent Sound Beatdown) - 6:24
7. SexyBack (Sneak Beats Dub) - 5:24
8. SexyBack (Tom Novy Ibiza Dub) - 7:48

## Classifiche
| Classifica (2006-25)                   | Posizione massima |
| -------------------------------------- | ----------------- |
| Australia                              | 1                 |
| Austria                                | 5                 |
| Belgio (Fiandre)                       | 3                 |
| Belgio (Vallonia)                      | 2                 |
| Canada                                 | 3                 |
| Europa                                 | 1                 |
| Europa (digital)                       | 2                 |
| Francia                                | 8                 |
| Filippine                              | 1                 |
| Germania                               | 1                 |
| Irlanda                                | 1                 |
| Italia                                 | 3                 |
| Lituania                               | 31                |
| Messico                                | 24                |
| Nuova Zelanda                          | 1                 |
| Paesi Bassi                            | 5                 |
| Regno Unito                            | 1                 |
| Russia                                 | 11                |
| U.S. Billboard Hot 100                 | 1                 |
| U.S. Billboard Hot R&B/Hip-Hop Songs   | 11                |
| U.S. Billboard Hot Dance Airplay       | 1                 |
| U.S. Billboard Hot Dance Club Play     | 1                 |
| U.S. Billboard Hot Dance Singles Sales | 4                 |
| U.S. Billboard Pop 100                 | 1                 |
| U.S. Billboard Adult Top 40            | 18                |
| U.S. Billboard Rhythmic Songs          | 9                 |
| U.S. Billboard Pop Songs               | 1                 |
| Svizzera                               | 2                 |